# Мангольд, Роберт
Роберт Мангольд (англ. Robert Mangold; род. 1937, Норт-Тонаванда, штат Нью-Йорк) — американский художник-минималист.

## Биография
Роберт Мангольд родился 12 октября 1937 года в Норт-Тонаванде, провел юность в Буффало, Нью-Йорк. В 1956 году он поступил на отделение иллюстрации Кливлендского художественного института. В течение года он перевелся на факультет изобразительных искусств, чтобы изучать живопись, скульптуру и рисование. Во время учёбы в 1957 году Мангольд ездил смотреть Carnegie International в Питсбурге, где оказался под большим впечатлением от работ абстрактных экспрессионистов — Виллема де Кунинга, Адольфа Готтлиба, Франца Клайна, Джексона Поллока. В том же году он посетил большую выставку Клиффорда Стилла в Albright-Knox Art Gallery в Буффало. Впоследствии живопись Мангольда отражает его интерес к абстрактному экспрессионизму, а также творчеству Альберто Бурри и Антони Тапьеса. Он начинает создавать масштабные абстрактные картины, отойдя от раннего интереса к натурализму. После окончания института он получил стипендию для посещения летней школы музыки и искусства в Норфолке, Коннектикут, и осенью 1960 поступил в аспирантуру Йельского университета Школы искусств и архитектуры (Нью-Хэйвен). Там он экспериментировал с различными стилистическими идиомами. Среди его сокурсников были Нэнси Грейвз, Брайс Марден, Ричард Серра. Он женился на студентке Sylvia Plimack в 1961 году, они переехали в Нью-Йорк в 1962 году. Он поступил на работу охранником в Музей современного искусства, переведясь через несколько месяцев на позицию ассистента в музейной библиотеке. В музее он встретил многих художников, также работавших охранниками, включая Роберта Римана и Сола Ле Витта. К 1964 году Мангольд перешёл к своему узнаваемому минималистскому стилю в живописи. Его первая персональная выставка, названная «Walls and Areas», прошла в Fischbach Gallery в 1965. Выставка состояла из больших живописных работ, выполненных на оргалите и фанере. С 1964 по 1973 год Мангольд сотрудничал с галереями Thibaut и Fischbach в Нью-Йорке, у него прошло много выставок в европейских галереях. В 1965—1966 годах Еврейский музей в Нью-Йорке устроил первую большую выставку минималистской живописи, на которой были представлены и работы Мангольда. Мангольд преподавал в Школе изобразительных искусств в Нью-Йорке в середине 1960-х годах. Его вторая персональная выставка прошла в Галерее Fischbach в 1967 году, она включала его эксперименты с секциями окружностей на досках и оргалите.
В 1968 году Мангольд начал использовать акрил вместо масляных красок, накатывая их на оргалит или фанеру. В течение года он перешёл к холстам. Он получил стипендию от Мемориального фонда Джона Саймона Гуггенхайма (англ. Guggenheim Fellowship) в 1969 году, при помощи которой построил дом в Катскилл. Он проживал там с женой до середины 1970-х годов, затем они переехали в Washingtonville, Нью-Йорк, где проживают до сих пор. В 1970 году Мангольд начал работать с холстами разных форм и в течение года перешел больше к записыванию холстов, чем распылению краски на холст. Он начал сотрудничать с Галереей John Weber в 1972, с Галереей Paula Cooper в 1984 году, с Галереей Pace в 1991 году. Большие музейные выставки его работ прошли в Музее Гуггенхайма в 1971 году, в Музее современного искусства, Сан-Диего, в 1974 году, Stedelijk Museum, Амстердам, в 1982 году.

## Творчество
Вдохновившись живописью Пита Мондриана, Мангольд сосредоточился на формальных взаимоотношениях в своих работах. По этой причине его живопись относят к минимализму. Но если минималистская живопись и скульптура просчитана заранее, строится на математических прогрессиях, конфигурациях и индустриальных материалах, работа Мангольда довольно бессистемна. Разница между искусством Мангольда и искусством большинства его современников лежит в его своеобразной интуитивной природе. Его геометрические композиции часто искажены: то, что выглядит идеальным кругом или квадратом, нарисованным на плоскости, оказывается искажено, чтобы вписаться в границы холста. Хотя он создавал серии, изучая различные варианты дизайна, Мангольд не ограничивал себя одной определённой стратегией и часто создавал уникальные образцы. Его палитра, состоящая из теплой охры, насыщенных голубых, оливкового зелёного и шоколадного коричневого, больше напоминает итальянские фрески, чем холодные тона и коммерчески смешанные краски, которые использовало большинство художников-минималистов.